# رکسان (فیلم)
رکسان (به انگلیسی: Roxanne) فیلمی محصول سال ۱۹۸۷ و به کارگردانی فرد شپیسی است. در این فیلم بازیگرانی همچون استیو مارتین، داریل هانا، شلی دووال، ریک روسویچ، فرد ویلارد، مایکل جی. پولارد، جان کیپلاس، مکس الکساندر و برایان جرج ایفای نقش کرده‌اند.